# 784 Pickeringia
Pickeringia (asteroide 784) é um asteroide da cintura principal com um diâmetro de 89,42 quilómetros, a 2,3498589 UA. Possui uma excentricidade de 0,2412796 e um período orbital de 1 990,83 dias (5,45 anos).
Pickeringia tem uma velocidade orbital média de 16,92437895 km/s e uma inclinação de 12,28473º.
Esse asteroide foi descoberto em 20 de Março de 1914 por Joel Metcalf.